# William Ramsay
Sir William Ramsay (født 2. oktober 1852 i Glasgow, død 23. juli 1916 i High Wycombe, Buckinghamshire) var en skotsk kemiker. Han opdagede ædelgasserne, og modtog Nobelprisen i kemi i 1904 "for sin opdagelse af ureaktive gasformede grundstoffer i luft, og bestemmelsen af deres plads i det periodiske system" (sammen med Lord Rayleigh som modtog Nobelprisen i fysik samme år for sin opdagelse af argon).
Ramsey blev i 1872 doktor ved Eberhard Karls Universität Tübingen, og arbejde derefter som assistent for sin tidligere lærer ved Anderson College. Han blev udnævnt til professor indenfor kemi ved University of Bristol i 1879. 
Han opdagede argon i 1894 sammen med Lord Rayleigh, og fremstillede året efter helium, som tidligere var blevet opdaget på solen ved hjælp af spektralanalyse af sollys. Sammen med Morris William Travers opdagede han i 1898 grundstofferne neon, krypton og xenon.